# Kohautia aspera
Kohautia aspera là một loài thực vật có hoa trong họ Thiến thảo. Loài này được (B.Heyne ex Roth) Bremek. mô tả khoa học đầu tiên năm 1952.